# Diófás (Beszterce-Naszód megye)
Diófás (románul Mireș), település Romániában, Erdélyben, Beszterce-Naszód megyében.

## Fekvése
Bethlentől északkeletre, Bethlenkörtvélyes és Középfalva közt fekvő település.

## Története
1910-ben 275 lakosából 4 német, 271 román volt. Ebből 271 görögkatolikus, 4 izraelita volt.
A trianoni békeszerződés előtt Szolnok-Doboka vármegye Bethleni járásához tartozott.